# Fašodská krize
Fašodská krize byla vyvrcholením britsko-francouzského konfliktu o horní Nil.

## Nástin událostí

Politická situace ve střední a východní Africe během Fašodské krize

Britové měli v Africe jeden sen, a to uskutečnit úplné severojižní spojení svých kolonií, kde by vybudovali transafrickou železnici Káhira – Kapské Město. Tato představa však hrubě narážela na zájmy druhé koloniální velmoci Francie, jež chtěla obdobně propojit své africké kolonie ve směru západovýchodním od Senegalu po Džibutsko. Obě dvě ambice se střetly v súdánském městečku Fašoda (dnešní Kodok) na Bílém Nilu, kam dospěla v červenci 1898 francouzská výprava pod vedením kapitána Marchanda. Britové na teritoriu severního Súdánu působili již delší dobu, kdy zlikvidovali říši Mahdího a po bitvě u Omdurmánu a dobytí Chartúmu se přesunuli pod velením generála Kitchenera v září 1898 do Fašody.
Od této chvíle po další dva měsíce byly vzájemné britsko-francouzské vztahy zmrazeny. Londýn žádal, aby francouzský oddíl vyklidil fašodskou oblast. Francii v tento okamžik komplikovala situaci vnitropolitická krize ohledně Dreyfusovy aféry a ani spojenecké Rusko nemělo nejmenší touhu po koloniálním dobrodružství v Africe, a tak 3. listopadu 1898 Marchandovo mužstvo dostalo příkaz stáhnout se z pozic. Definitivní tečkou sporu pak byla smlouva z 21. března 1899, ve které Francie přiznává povodí horního Nilu za sféru britského vlivu.
Fašodská krize byla nejvážnější britsko-francouzskou roztržkou ve druhé polovině 19. století a jejím výsledkem francouzské ponížení. Také ale odkryla limity francouzské zahraniční politiky a nedlouho poté se Francie realisticky rozhodla pro kooperativní rámec vztahů se svým sousedem.